# 애니콜 핑거마우스
핑거마우스은 삼성전자에서 만든 휴대 전화인  모델명 : SCH-V960(SKT) / SPH-V9600(KTF) 의 다른 이름이다.

## 세부 모델
| 모델명    | 통신사   | 통신 방식 |
| --------- | -------- | --------- |
| SCH-V960  | SK텔레콤 | EV-DO     |
| SPH-V9600 | KT       | EV-DO     |